# Lars Boje Mathiesen
Lars Boje Mathiesen (nascido a 21 de maio de 1975, em Skive) é um político dinamarquês, membro do Folketing pelo partido político Nova Direita.

## Início de vida
Mathiesen nasceu a 21 de maio de 1975, em Skive, Dinamarca, e é filho do músico Peter Boje Mathiesen e de Inge Burmølle Mathiesen.

## Carreira política
Mathiesen começou na política em 2013, onde foi eleito para o conselho municipal do município de Aarhus como membro da Aliança Liberal. Ele deixou o partido em 2016 e, após um curto período sem filiação política, ingressou na Nova Direita. Ele optou por não se candidatar novamente na próxima eleição local, mas em vez disso, procurou conseguir uma cadeira no Folketing.
Em maio de 2021 ele causou um alvoroço na mídia social quando comparou o direito a produtos menstruais gratuitos a ter "cuecas em casas de banho públicas" para o caso de alguém "se sujar", uma comparação que foi descrita como "pura estupidez" pela médica-chefe do Departamento de Charlotte Wilkens de Ginecologia e Obstetrícia no Hospital Hvidovre.